# Cyphostemma vandenbergheae
Cyphostemma vandenbergheae är en vinväxtart som beskrevs av F. Malaisse & Matamba M.. Cyphostemma vandenbergheae ingår i släktet Cyphostemma och familjen vinväxter. Inga underarter finns listade i Catalogue of Life.